# Rosa Clotilde Sabattini
Rosa Clotilde Sabattini (Rosario, 29 de octubre de 1918 - Buenos Aires, 25 de octubre de 1978) fue pedagoga, política e historiadora argentina. Era hija del líder radical y gobernador de la provincia de Córdoba Amadeo Sabattini, y fue esposa (y víctima) del millonario terrateniente argentino Raúl Barón Biza. Clotilde intentó construir alternativas a la hegemonía masculina y liberal en el partido Unión Cívica Radical.

## Biografía
Rosa Clotilde Sabattini estudió en la Facultad de Filosofía y Letras de la Universidad de Buenos Aires, donde se tituló como profesora de historia.
Desde su juventud incursionó en política, apoyando al radical Hipólito Yrigoyen.
Coincidió con Raúl Barón Biza, político argentino de la Unión Cívica Radical.
Se conocieron mientras él aún estaba casado con Myriam Stefford, quien moriría meses después en un extraño accidente. Aunque no hay pruebas objetivas, en su momento hubo sospechas de que el accidente hubiese sido provocado por el esposo
Raúl Barón Biza, de 36 años, comenzó una relación romántica con Clotilde, 20 años menor que él e hija de un estrecho amigo suyo, el líder radical Amadeo Sabattini. Ella accedió a salir clandestinamente del Colegio de las Mercedarias, dirigido por monjas, para escaparse juntos a Uruguay. Fueron luego a Europa, y en 1935 contrajo matrimonio en secreto con ella, que tenía 17 años, lo que marcó la ruptura de la amistad con el padre de su joven esposa.
Junto a Barón Biza tuvo tres hijos: Carlos, Jorge y María Cristina.
En 1949 presidió el Primer Congreso Nacional de Mujeres Radicales, aglutinando a mujeres que apoyaban dicha fuerza política.
En 1950 contribuyó con la creación del Liceo de Estudios Secundarios de la ciudad de La Plata, del cual fue profesora de historia y literatura.
Dirigió el periódico Semana Radical (tribuna política intransigente dirigida por su marido y, eventualmente, por ella misma). Los diferentes escritos que van apareciendo expresan que su máxima preocupación estuvo motivada por la idea de que sólo los partidos o tendencias extremas del momento atendían el tema de la mujer.
En octubre de 1950, las desavenencias en la pareja habían llegado a tal extremo que Alberto Sabattini, hermano de Rosa, se batió a duelo con Barón Biza, resultando ambos heridos de bala. 
En 1953 su matrimonio se rompió definitivamente y Clotilde se trasladó a Montevideo, donde el presidente Arturo Frondizi la designó, en 1958, presidenta del Consejo Nacional de Educación.

## Divorcio y fallecimiento
El 16 de agosto de 1964, Clotilde Sabattini había fijado una visita con su todavía marido y con sus abogados para dar fin a los trámites de separación legal. Al poco de recibirlos, en el curso de una discusión, Raúl Baron Biza—que había ofrecido un vaso de whisky a los letrados—, repentinamente, arrojó a su esposa un vaso con ácido sulfúrico en el rostro, provocándole daños irreparables en la nariz, los pómulos, un párpado y un ojo, alcanzándole también en el pecho, los brazos, las manos y el cuello. Barón Biza huyó del lugar, mientras los abogados trasladaban a la mujer al Hospital del Quemado, donde fue intervenida en cara, pecho y manos. Tras la denuncia, al día siguiente, la policía fue a la residencia de Barón Biza. En el dormitorio hallaron el cadáver de Raúl, que se había disparado en la sien.
La vida de Rosa Clotilde fue, desde ese ataque, un tormento físico y psicológico durante los siguientes 14 años. Los médicos de Argentina y Europa, a donde viajaba con sus hijos, no pudieron ayudarla. 
Durante años se sometió a decenas de operaciones en América y Europa para intentar reconstruir su cara. Pero a los 59 años, en 1978, se quitó la vida desde el mismo departamento de la calle Esmeralda donde había sufrido el ataque con ácido, tirándose por una ventana
Sus dos hijos, igualmente afectados psíquicamente por estas traumáticas experiencias, también se suicidarían posteriormente: primero María Cristina, en 1988; y por último Jorge en 2001.